# Atribalus effrenatus
Atribalus effrenatus är en skalbaggsart som beskrevs av Miłosz A. Mazur 1997. Atribalus effrenatus ingår i släktet Atribalus och familjen stumpbaggar. Inga underarter finns listade i Catalogue of Life.